# Okres Parczew
Okres Parczew (polsky Powiat parczewski) je okres v polském Lublinském vojvodství. Rozlohu má 952,62 km² a v roce 2020 zde žilo 34 372 obyvatel. Sídlem správy okresu je město Parczew.

## Gminy
Městsko-vesnická:
- Parczew

Vesnické:
- Dębowa Kłoda
- Jabłoń
- Milanów
- Podedwórze
- Siemień
- Sosnowica

## Město
- Parczew